# Левайн, Джесси
Джесси Левайн (англ. Jesse Levine; род. 15 октября 1987 года в Оттаве, Канада) — американский и канадский профессиональный теннисист. Высшее достижение в мировом одиночном рейтинге — 69-е место в октябре 2012 года. Завершил карьеру в 2014 году.

## Спортивная карьера
В молодёжной возрастной группе сумел выиграть юниорский Уимблдонский турнир в парном разряде — 2005 год. Профессиональную карьеру начал в 2007 году. В ноябре этого года ему удается выиграть два турнира из ATP Challenger Series. Сначала в Нашвилле, а затем в Урбане. В этом же году, получив специальное приглашение от организаторов дебютирует турнире  Большого шлема Открытом чемпионате США, где в первом же раунде проиграл Николаю Давыденко. В 2008 выигрывает ещё один Challenger. В 2009 году на турнире ATP в Хьюстоне в соревнованиях парного разряда вместе с Райаном Свитингом сумел дойти до финала. На Уимблдонском турнире этого года дошёл до третьего круга, обыграв Марата Сафина и Пабло Куэваса. Затем сумел выйти в четвертьфинал турнира в Ньюпорте.

## Финалы турниров ATP
| Легенда                        |
| ------------------------------ |
| Турниры Большого шлема         |
| Кубок Мастерс / финал АТР-тура |
| ATP Мастерс / ATP Мастерс 1000 |
| АТР Gold / АТР 500             |
| АТР International/ АТР 250     |

### Поражения в финалах (1)

#### Парный разряд (1)
| №  | Дата        | Турнир  | Покрытие | Партнёр       | Соперники в финале     | Счёт в финале |
| -- | ----------- | ------- | -------- | ------------- | ---------------------- | ------------- |
| 1. | 12 апр 2009 | Хьюстон | Грунт    | Райан Свитинг | Боб Брайан Майк Брайан | 2-6 2-6       |